# Ecolsonia
Ecolsonia is een geslacht van uitgestorven trematopide temnospondyle Batrachomorpha (basale 'amfibieën'). Zijn fylogenetische positie binnen Olsoniformes is historisch omstreden, maar het wordt momenteel beschouwd als een trematopide.

## Onderzoeksgeschiedenis
Het holotype van Ecolsonia is een gedeeltelijke schedel die in 1963 werd verzameld in de VanderHoof-groeve in de Cutlerformatie uit het Vroeg-Perm van New Mexico. Het exemplaar werd oorspronkelijk bewaard in de inmiddels ter ziele gegane collecties van de University of Californië, Los Angeles Vertebrate Paleontology. De geslachtsnaam verwijst naar de Amerikaanse paleontoloog Everett C. Olson, en de soortaanduiding naar de geologische herkomst. Een aantal meer complete exemplaren uit de Morfin-groeve in de Cutlerformatie werden in 1983 ontdekt en benoemd door Berman et al. (1985), inclusief een complete schedel en grote hoeveelheden postcraniaal materiaal. Deze exemplaren worden momenteel bewaard in het Carnegie Museum of Natural History.

## Verwantschappen
Ecolsonia werd oorspronkelijk geclassificeerd als een trematopide door Vaughn (1969). Op dat moment was er slechts één andere momenteel erkende trematopide bekend (Acheloma en zijn jonger synoniem Trematops), in vergelijking met dertien bekende dissoforoïden, maar Vaughn merkte op dat de verhoudingen van de schedel, de patronen van de beennaden en de langwerpige neusgaten allemaal vergelijkbare kenmerken hadden aan die van Acheloma. Berman et al. (1985) classificeerden Ecolsonia als een dissorofoïde, deels omdat kenmerken die als diagnostisch voor trematopiden werden beschouwd ook werden gevonden bij andere taxa die als dissorofoïden werden geïnterpreteerd, Actiobates peabodyi (nu een trematopide) en Longiscitula houghae (nu een jonger synoniem van de dissorofoïde Dissorophus multicinctus). Over het algemeen beschouwden deze auteurs veel van de kenmerken die Ecolsonia nu met trematopiden verbinden als convergenties die onafhankelijk zijn verworven bij dissorofoïden, een hypothese die niet langer algemeen wordt aanvaard of ondersteund door fylogenetische analyses.

## Anatomie
Schoch & Milner (2014) noemden zeven kenmerken bij de diagnose van Ecolsonia: 
- Het tabulare en squamosum omvatten de fenstrae oticae.
- Prefrontaal en postfrontaal gescheiden (gedeeld met de meeste andere trematopiden)
- De snuit vóór de oogkas is even lang als het schedeldak erachter
- Het ploegschaarbeen heeft een uitsteeksel op de achterst binnenrand dat de pterygoïde raakt (gedeeld met andere trematopiden)
- Een supratemporale dat twee keer zo lang als breed is
- Driehoekig stukje met tandjes op de parasphenoïde (gedeeld met andere trematopiden)
- De zone van het basipterygoïde is niet vergroeid tot beennaden (gedeeld met enkele andere trematopiden)

Trematopide synapomorfieën omvatten het achterste uitsteeksel van het ploegschaarbeen, de tandjes op de parasphenoïde en het uitsteeksel voor de musculus supinator het opperarmbeen. Er werd ook een groot aantal kleine schubben gevonden bij enkele exemplaren van Ecolsonia die waarschijnlijk het hele lichaam bedekten, een kenmerk dat vergelijkbaar is met dat van de trematopide Anconastes; deze zijn verschillend van de osteodermen van dissorofoïden die alleen worden geassocieerd met de wervelkolom.